# 捷克—越南關係
捷越关系（越南语： Quan hệ Séc–Việt Nam）是指捷克共和国和越南社会主义共和国之間的雙邊關係。

## 历史
越南民主共和国与捷克斯洛伐克于1950年2月2日建交，捷克斯洛伐克是欧洲继苏联之后第二个与越南建交的国家。
1979年中越戰爭期间，作為蘇聯衛星國的捷克斯洛伐克表態譴責中华人民共和國，支持越南，並要求中國人民解放军从越南撤軍并立即停火。
1993年，捷克与斯洛伐克和平分离建立独立的国家，由捷克共和国继承捷克斯洛伐克与越南的外交关系。

### 外交机构

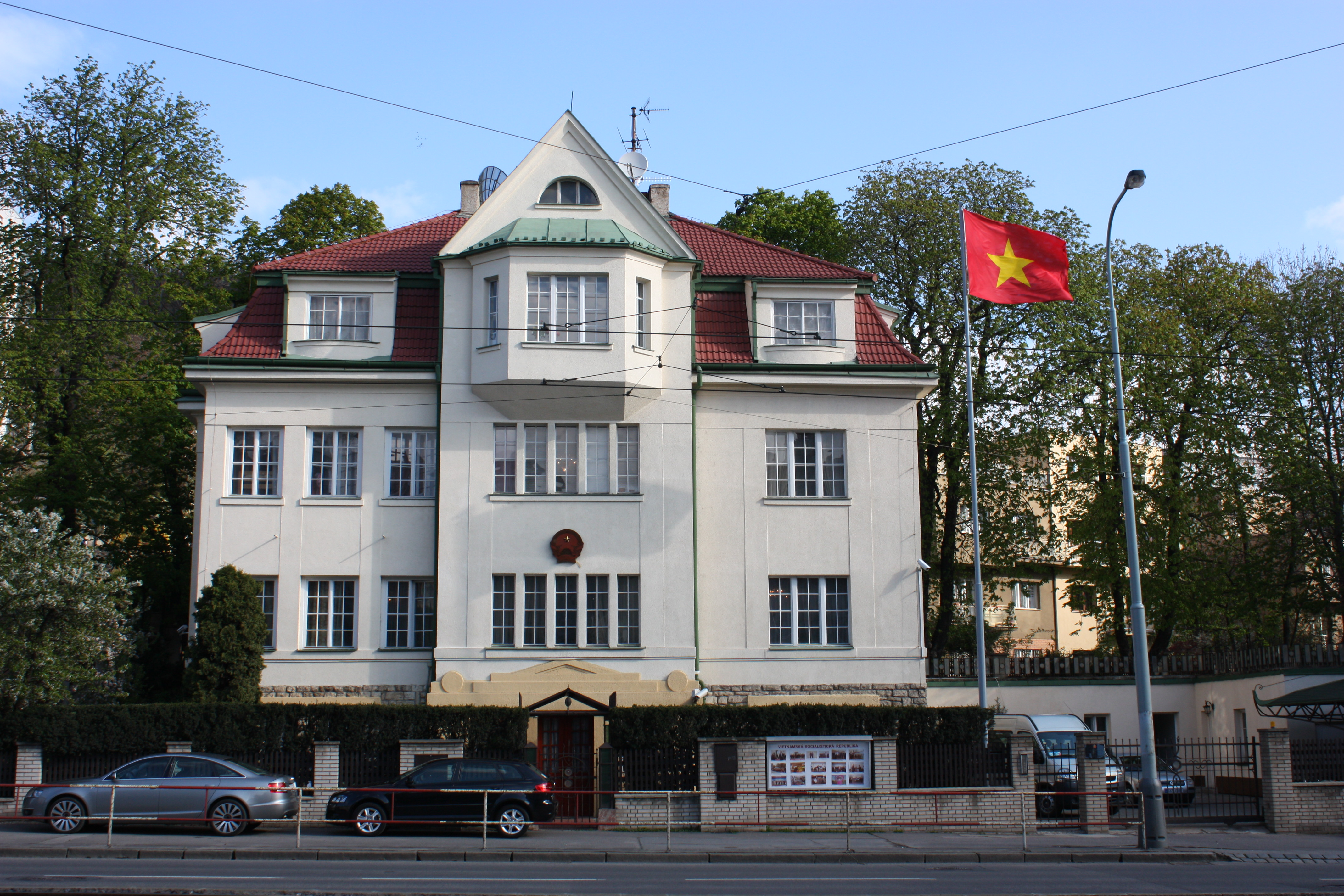
越南驻捷克大使馆

- 捷克在河内市设有大使馆，并在胡志明市、海防市设有名誉领事馆[3]。
- 越南在布拉格设有大使馆。

## 經貿關係
截止至2015年，捷克主要向越南出口机械产品、石油设备等，而越南则向捷克出口海鲜、咖啡、胡椒等农产品
。捷克政府将越南视为其在东南亚地区的重要合作伙伴，并且表示将通过越欧自贸协定给予越南强有力的支持。而越南政府亦视捷克为越南进入中、东欧洲地区的桥梁。

## 旅行与签证

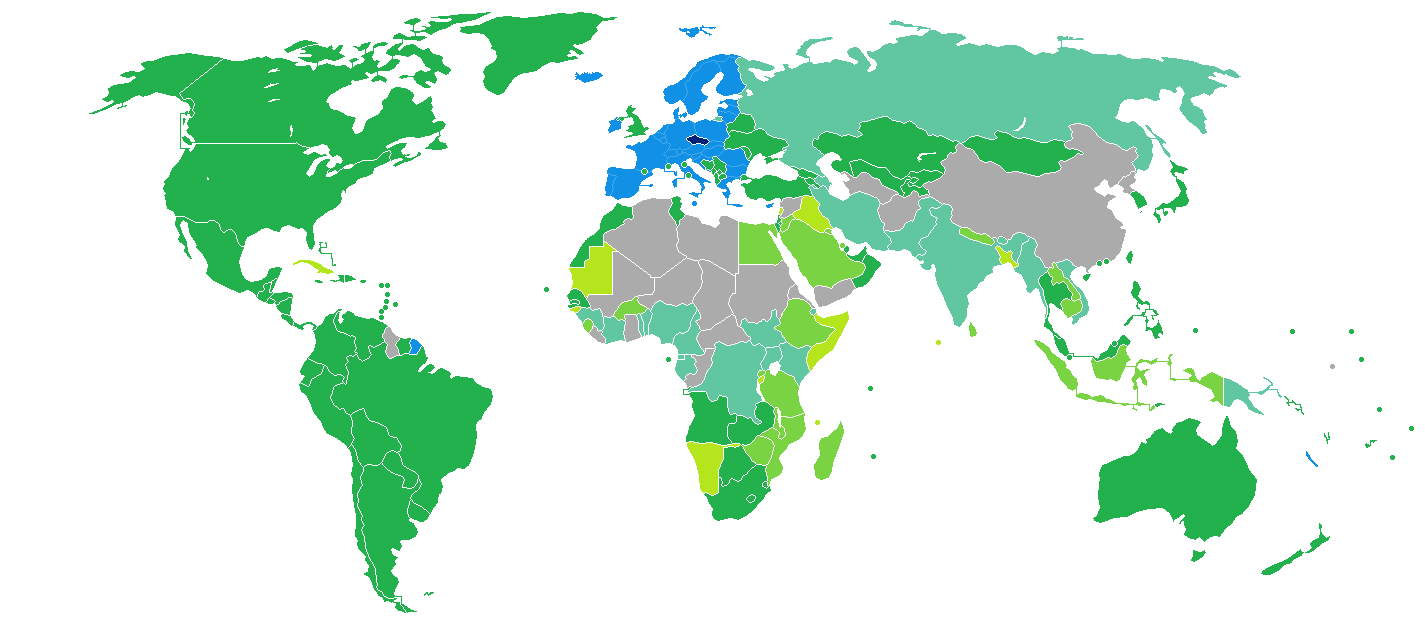
持捷克護照的捷克公民可以申请电子簽證入境越南。

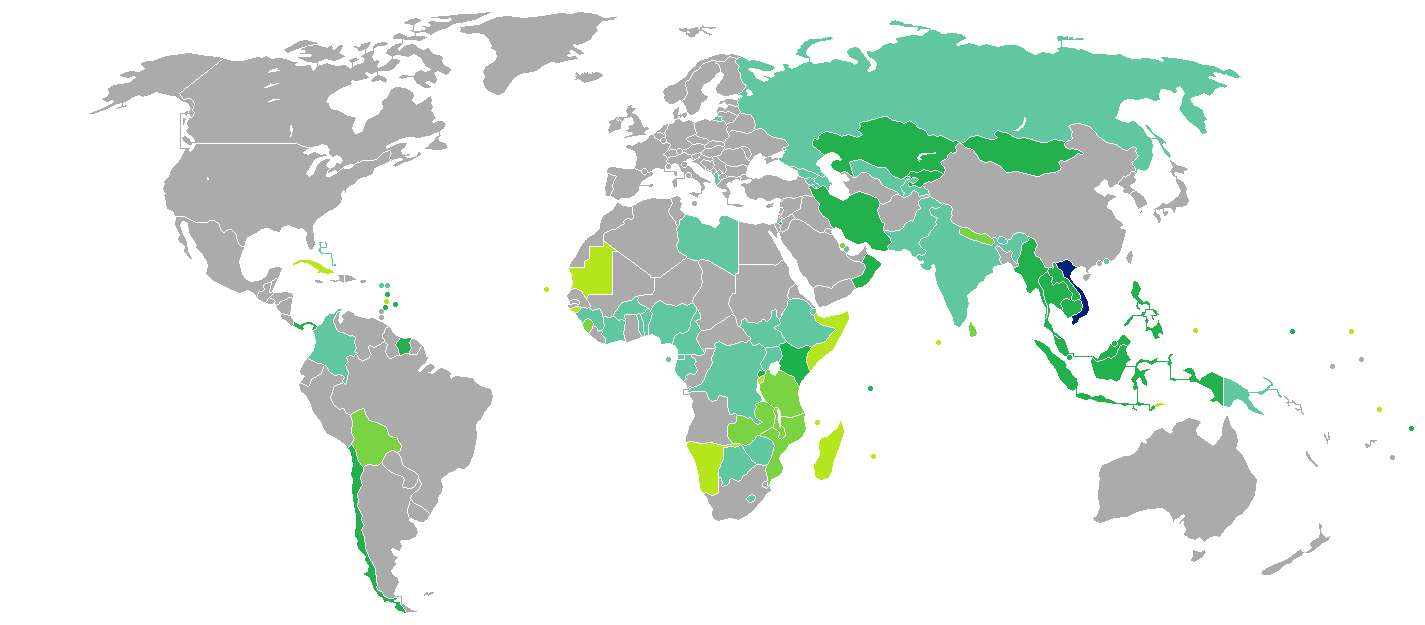
持越南護照的越南公民需要提前申请签证才能入境捷克共和国。

兩國公民皆須申請簽證方可入境對方國家。持有欧盟的捷克护照的捷克公民可以申請電子簽證入境越南，申请费用為25美元，停留不超過30天。若前往富国岛，可在岛上免签证停留30天。而持越南護照的越南公民需要提前申请签证才能入境捷克。两国外交护照的持有人则可以免签入境对方国家。

## 侨民

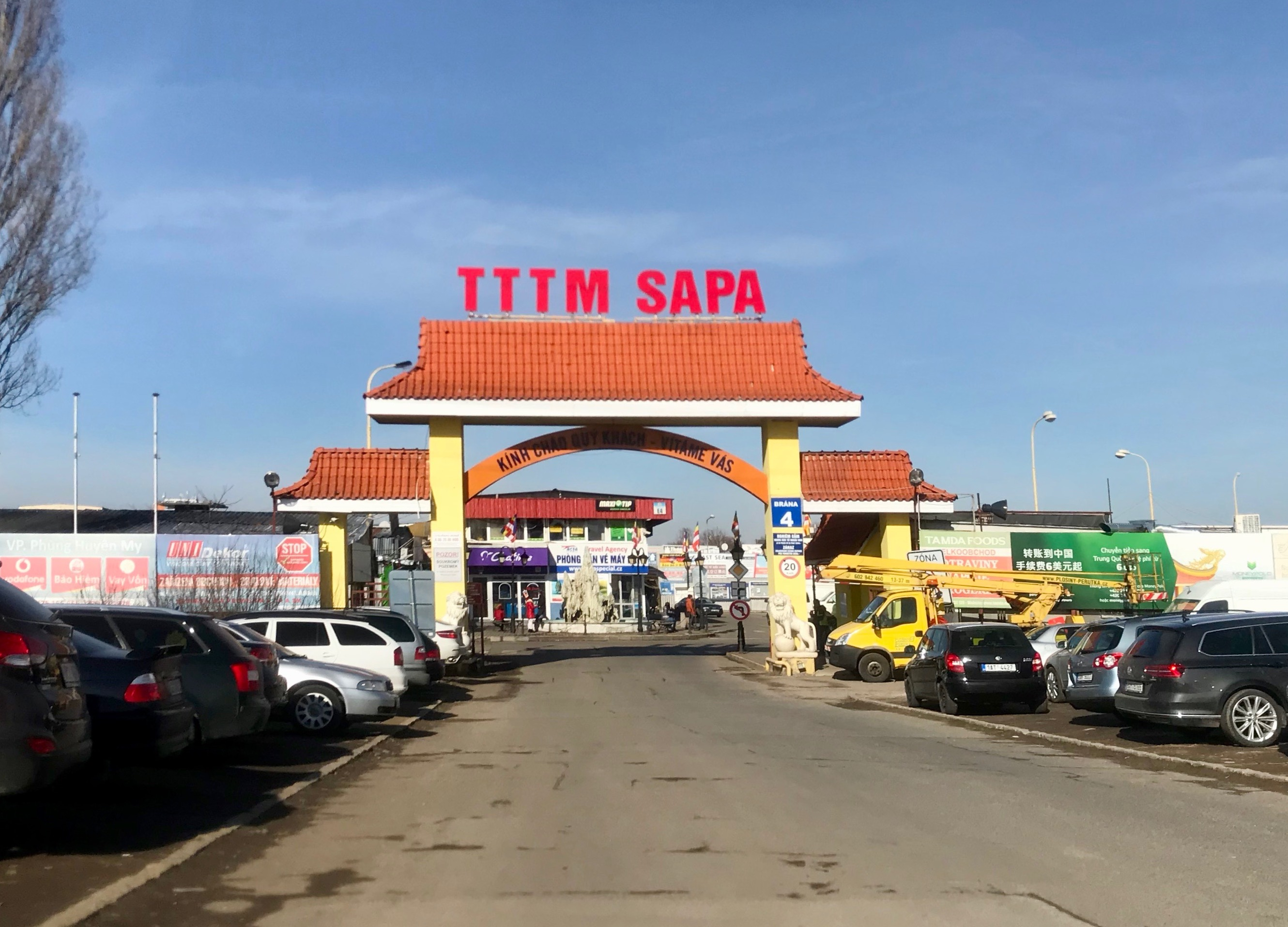
捷克首都布拉格的沙坝购物中心是捷克最大的越侨聚居点

20世纪70年代，包括捷克斯洛伐克在内的經濟互助委員會诸国与越南签署了合约，越南向捷克斯洛伐克派遣了留学生及劳工，留学生以学习理工科为主，亦学习语言及文学，劳工则主要在机械工业与轻工业部门就职，2009年，捷克約有7萬越南人。1989年天鹅绒革命后，大多數越南裔決定永久居留在捷克。
截止至2020年，捷克有越南裔62,842人，较之上年增加了5.1%，是捷克第三大少数族裔。捷克亦拥有除法国、俄罗斯及德国之外欧洲最大的越南裔社区。而越南语也从2013年起被捷克政府承认为少数语言。